# Molophilus (Molophilus) anthracinus
Molophilus (Molophilus) anthracinus is een tweevleugelige uit de familie steltmuggen (Limoniidae). De soort komt voor in het Palearctisch gebied.